# سرطان الأطفال
سرطان الأطفال أو سرطان الطفولة هو نوعٌ سرطانٍ يُصيب الطفل. وطبقًا للولايات المتحدة، يكشف المعيار المعتمد والمستخدم بشكل عشوائي أن مصطلح سرطان الأطفال يطلق على الأطفال من أعمار 0–14، ومن الممكن أن يصل حتى سن 14 عامًا و11.9 شهرًا. ومع ذلك، في بعض الأحيان يشمل تعريف سرطان الأطفال المراهقين الذين تتراوح أعمارهم من 15 إلى 19 عامًا. طب الأورام في الأطفال هو فرع من فروع الطب متخصص في تشخيص السرطان في الأطفال وعلاجه.

## علم الأوبئة

### معدل الوقوع ونسبة الوفاة
في جميع أنحاء العالم، تقدر حالات وقوع سرطان الأطفال بما يزيد عن 175000 حالة سنويًا، ويصل معدل الوفيات نحو 96000 حالة وفاة سنويًا.
في الولايات المتحدة، يعد مرض السرطان ثاني أكثر الأسباب شيوعًا لـ الوفاة بين الأطفال الذين تتراوح أعمارهم بين العام الواحد وحتى 14 عامًا، لتأتي بذلك بعد حالات الوفاة الناتجة عن الحوادث. وتم تشخيص ما يزيد عن 16 من كل 100000 طفل ومراهق في الولايات المتحدة بإصابتهم بالسرطان، وحوالي 3 من كل 100000 يتوفون نتيجة الإصابة بهذا المرض. في عام 2012 في الولايات المتحدة، أشارت التقديرات إلى أنه هناك وقوع لـ 12000 حالة جديدة للإصابة بالسرطان، فضلًا عن 1300 حالة وفاة نتيجة هذا المرض بين الأطفال من عمر 0 إلى 14 عامًا.
في المملكة المتحدة، تم تشخيص متوسط 1603 طفل سنويًا بإصابتهم بمرض السرطان وذلك في الفترة بين عامي 2008 وحتى 2010. وفي الفترة بين عامي 2007 و2009، تم تشخيص متوسط 260 حالة وفاة للأطفال سنويًا إثر إصابتهم بمرض السرطان في المملكة المتحدة.
في الدول المتقدمة، يبلغ معدل الوفيات نتيجة الإصابة بسرطان الأطفال حوالي 20% من الحالات. وعلى الجانب الآخر، يبلغ معدل الوفيات في البلدان ذات إعدادات الموارد المنخفضة حوالي 80%، أو حتى أنه قد يصل نسبة 90% في البلدان الأفقر في العالم.
ارتفعت معدلات الإصابة بسرطان الأطفال بنسبة 0.6% سنويًا في الفترة بين عامي 1975 و2002 في الولايات المتحدة وزادت بنسبة 1.1% سنويًا بين عامي 1978 و1997 في أوروبا.
وعلى الصعيد الدولي، تظهر المفارقات الأعظم بالنسبة لحالات الإصابة بسرطان الأطفال عند المقارنة بين الدول ذات الدخل المرتفع والأخرى ذات الدخل المنخفض. وقد يكون ذلك ناتجًا عن الفروق في القدرة على تشخيص السرطان والاختلافات في درجة الخطورة بين مختلف المجموعات السكانية الفرعية الإثنية أو العرقية، فضلًا عن الاختلافات في عوامل الخطر. ومن أمثلة عوامل الخطر المختلفة حالات لمفومة بيركيت عند الأطفال، وهي شكل من أشكال اللمفومة اللاهودجكينية التي تصيب من 6 إلى 7 أطفال من بين كل 100000 سنويًا في بعض المناطق من الدول الإفريقية جنوب الصحراء الكبرى، حيث ترتبط هذه المنطقة بسجل من الإصابات بكل من فيروس الإيبشتاين بار وملاريا. أما بالنسبة للدول الصناعية، فلا ترتبط لمفومة بيركيت بمثل هذه الظروف المسببة للإصابة.

### عوامل الخطر
يتم تحديد العوامل الوراثية والعائلية في نسبة 5-15% من حالات الإصابة بسرطان الأطفال. ففي نسبة <5-10% من الحالات، هناك حالات تعرض بيئية معروفة وعوامل خارجية المنشأ مثل التعرض قبل الولادة للتبغ أو الأشعة السينية أو أدوية معينة. ومع ذلك، بالنسبة للـ 75-90% من الحالات المتبقية، تبقى الأسباب الفردية لها غير معروفة. في كثير من الحالات، كما في حالة نمو الورم بشكل عام، يُفترض أن تتضمن أنواع السرطانات العديد من عوامل الخطر والمتغيرات.
من الجوانب التي تجعل عوامل خطورة الإصابة بسرطان الأطفال مختلفة عن تلك العوامل الظاهرة في سرطانات البالغين ما يلي:
- حالات التعرض للمخاطر البيئية المختلفة، والفريدة في بعض الأحيان. ضرورة اعتماد الأطفال على الكبار لحمايتهم من العوامل البيئية السامة.
- الأنظمة الفسيولوجية غير الناضجة التي تعمل على تصفية أو استقلاب المواد البيئية.
- نمو وتطور الأطفال في المراحل المعروفة باسم «نوافذ التطور» تسفر عن «نوافذ خطيرة لقابلية الإصابة بالمرض».

علاوةً على ذلك، قد يفيد متوسط العمر المتوقع الأطول عند الأطفال لفترة أطول في استكشاف دورات السرطان ذات فترات الكمون الطويلة، إلا أنه قد يعمل في نفس الوقت على زيادة خطورة تطور بعض أنواع السرطانات في فترة لاحقة من العمر.

### الأنواع
تتمثل أنواع السرطانات الأكثر شيوعًا عند الأطفال في سرطان الدم (الأطفال) (34%) وأورام المخ (23%) والأورام الليمفاوية (12%). وفي عام 2005، تم تشخيص 4.1 من كل 100000 شاب تبلغ أعمارهم تحت سن الـ 20 في الولايات المتحدة بإصابتهم بسرطان الدم، وتوفي 0.8 من كل 100000 نتيجة إصابتهم بهذا المرض. وقد كانت نسبة الإصابة بالحالات الجديدة هي الأعلى بين الأشخاص في الفئة العمرية من 1 إلى 4، في حين كان معدل الوفيات الأعلى بين الأشخاص في الفئة العمرية من 10 إلى 14.
في عام 2005، تم اكتشاف إصابة 2.9 من كل 100000 شخص تتراوح أعمارهم من 0 إلى 19 بسرطان المخ أو الجهاز العصبي المركزي، وتوفي 0.7 من كل 100000 نتيجة الإصابة بهذا المرض. علاوةً على ذلك، تبين انتشار أنواع السرطانات تلك بكثرة في الأطفال من عمر 1 إلى 4 أعوام، غير أن نسبة الوفيات الأعلى تظهر بين أولئك الذين تتراوح أعمارهم من 5 إلى 9. من الأنواع الفرعية الرئيسية لأورام المخ والجهاز العصبي المركزي في الأطفال ما يلي: الورم النجمي، وورم جذع الدماغ الدبقي، والورم القحفي البلعومي، والورم الدبقي العقدي يظهر في الجزءالمكوّن للنسيج الليفي عند الأطفال، والورم البطاني العصبي، والورم الدبقي عالي الدرجة والورم الأرومي النخاغي والورم العصوي الشاذ مسخي الشكل.
وبخلاف تلك الأنواع يوجد أنواع سرطانات أقل شيوعًا عند الأطفال وهي:
- ورم الخلايا البدائية العصبية (7%)
- ورم ويلمز (5%)
- لمفومة لاهودجكينية (4%)
- الساركومة العضلية المخططة (3%)
- ورم أرومة الشبكية (3%)
- ورم غرني عظمي (3%)
- ساركومة يوينج (1%)
- ورم الخلايا الجرثومية
- ورم أرومي جنبي تنفسي
- ورم أرومي كبدي وسرطانة الخلية الكبدية

## المنظمات
من بين المنظمات التي تركز على سرطان الأطفال من خلال إجراء أبحاث عن السرطان و/أو برامج الدعم: منظمة كندا لسرطان الأطفال، ومجموعة اللوكيميا وسرطان الأطفال (في المملكة المتحدة), ومؤسسة سرطان الأطفال (في نيوزيلندا) والمنظمة الأمريكية لسرطان الأطفال (في الولايات المتحدة).
يتم الاحتفال بـ اليوم العالمي لسرطان الأطفال سنويًا في 15 فبراير.

## مشاكل التعلم
قد يصبح الأطفال المصابون بالسرطان معرضين لخطر تطور العديد من مشاكل التعلم أو المشاكل المعرفية. وقد تكون تلك الصعوبات ذات صلة بإصابات الدماغ الناشئة أصلًا عن مرض السرطان نفسه، على سبيل المثال نقيلة ورم المخ أو الجهاز العصبي المركزي أو تلك الناشئة عن الآثار الجانبية لعلاجات السرطان كـ العلاج الكيميائي والعلاج الإشعاعي. وقد أظهرت الدراسات أن العلاجات الكيميائية أو الإشعاعية قد تتسبب في تدمير المادة البيضاء بالمخ وتعطيل النشاط الدماغي.

## أعراض سرطان الأطفال
تختلف بين نوع وآخر بحسب موقع السرطان.
ففى حالة سرطان الدماغ يعانى المريض تقيؤاً وخللاً في التوازن وآلاماً في الرأس ونوبات صرع.
وفي حالة سرطان الدم تكون الأعراض فقراً في الدم ونزفاً وآلاماً في العظام والتهابات متكررة.
وبالنسبة إلى سرطان الغدد اللمفاوية يلاحظ تورم في العنق.
ويشار إلى أن الأهل في هذه الحالات يلاحظون الأعراض مباشرة عند الطفل وبالتالي يستشيرون الطبيب في وقت مبكر.
أما في حالة سرطان البطن، فنادراً ما يلاحظ الورم في بداية المرض.
وفي حالات كثيرة يصل الأطفال إلى المستشفى وهم في مرحلة متأخرة من المرض، بحيث لا يعود العلاج مفيداً.